# Tweede klasse 1903-04 (voetbal België)
Het seizoen 1903/04 van Division 1 (Eerste Afdeeling), de voorloper van de Belgische Tweede Klasse, was het achtste seizoen dat er een competitie onder het hoogste niveau gespeeld werd in België. De competitie werd niet als een nationaal niveau beschouwd. Er was ook geen degradatie- of promotieregeling.
De 19 deelnemende ploegen werden ingedeeld volgens vier regionale reeksen "Antwerpen & Oost-Vlaanderen", "Brabant", "Luik" en "West-Vlaanderen", die Division 2 (Tweede Afdeeling) werden genoemd.  Vijf van deze ploegen kwalificeerden zich voor Division 1. Het reserve-elftal van Union Saint-Gilloise werd de uiteindelijke winnaar.  

## Division 2

### Afdeling Antwerpen & Oost-Vlaanderen
|   |   |                       | P | W | G | V | +  | -  | DS  | Ptn |
| - | - | --------------------- | - | - | - | - | -- | -- | --- | --- |
| Q | 1 | reserven Beerschot AC | 6 | 4 | 1 | 1 | 17 | 8  | 9   | 9   |
|   | 2 | RC de Gand            | 6 | 3 | 1 | 2 | 18 | 12 | 6   | 7   |
|   | 3 | AA La Gantoise        | 6 | 2 | 1 | 3 | 9  | 14 | -5  | 5   |
|   | 4 | reserven Antwerp FC   | 6 | 0 | 3 | 3 | 5  | 15 | -10 | 3   |

P: wedstrijden gespeeld, W: wedstrijden gewonnen, G: gelijke spelen, V: wedstrijden verloren, +: gescoorde doelpunten, -: doelpunten tegen, DS: doelsaldo, Ptn: totaal punten,  Q: gekwalificeerd

### Afdeling Brabant
|   |   |                                               | P  | W  | G | V | +  | -  | DS  | Ptn |
| - | - | --------------------------------------------- | -- | -- | - | - | -- | -- | --- | --- |
| Q | 1 | reserven Daring Club de Bruxelles             | 11 | 10 | 1 | 0 | 47 | 10 | 37  | 21  |
| Q | 2 | reserven Union Saint-Gilloise                 | 12 | 10 | 0 | 2 | 53 | 14 | 39  | 20  |
|   | 3 | reserven Racing Club de Bruxelles             | 11 | 6  | 1 | 4 | 46 | 22 | 24  | 13  |
|   | 4 | Atheneum VV Stockel                           | 11 | 4  | 0 | 7 | 24 | 26 | -2  | 8   |
|   | 5 | reserven Léopold Club                         | 12 | 3  | 0 | 9 | 24 | 42 | -18 | 6   |
|   | 6 | reserven Athletic & Running Club de Bruxelles | 11 | 3  | 0 | 8 | 14 | 41 | -27 | 6   |
|   | 7 | reserven Olympia Club de Bruxelles            | 11 | 2  | 0 | 9 | 15 | 64 | -49 | 4   |

P: wedstrijden gespeeld, W: wedstrijden gewonnen, G: gelijke spelen, V: wedstrijden verloren, +: gescoorde doelpunten, -: doelpunten tegen, DS: doelsaldo, Ptn: totaal punten,  Q: gekwalificeerd
Opmerking
De bovenstaande eindstand kan niet correct zijn.  Het totaal aantal gescoorde doelpunten (223) is niet gelijk aan het totaal aantal doelpunten tegen (219). Toch is de eindstand zoals hierboven de "officiële" eindstand.

### Afdeling Luik
|   |   |                        | P | W | G | V | +  | -  | DS  | Ptn |
| - | - | ---------------------- | - | - | - | - | -- | -- | --- | --- |
| Q | 1 | reserven CS Verviétois | 6 | 6 | 0 | 0 | 30 | 6  | 24  | 12  |
|   | 2 | Standard FC Liégeois   | 6 | 4 | 0 | 2 | 24 | 10 | 14  | 8   |
|   | 3 | reserven FC Liégeois   | 6 | 2 | 0 | 4 | 8  | 19 | -11 | 4   |
|   | 4 | Athletic FC Verviers   | 6 | 0 | 0 | 6 | 4  | 31 | -27 | 0   |

P: wedstrijden gespeeld, W: wedstrijden gewonnen, G: gelijke spelen, V: wedstrijden verloren, +: gescoorde doelpunten, -: doelpunten tegen, DS: doelsaldo, Ptn: totaal punten,  Q: gekwalificeerd

### Afdeling West-Vlaanderen
|   |   |                      | P | W | G | V | +  | -  | DS  | Ptn |
| - | - | -------------------- | - | - | - | - | -- | -- | --- | --- |
| Q | 1 | SC Courtraisien      | 6 | 6 | 0 | 0 | 36 | 3  | 33  | 12  |
|   | 2 | reserven CS Brugeois | 6 | 3 | 0 | 3 | 20 | 18 | 2   | 6   |
|   | 3 | FC Yprois            | 6 | 3 | 0 | 3 | 17 | 22 | -5  | 6   |
|   | 4 | Leopold FC d'Ostende | 6 | 0 | 0 | 6 | 0  | 30 | -30 | 0   |

P: wedstrijden gespeeld, W: wedstrijden gewonnen, G: gelijke spelen, V: wedstrijden verloren, +: gescoorde doelpunten, -: doelpunten tegen, DS: doelsaldo, Ptn: totaal punten,  Q: gekwalificeerd

## Division 1
De vijf gekwalificeerde ploegen speelden een competitie onder de naam Division 1.  Winnaar werd het reserve-elftal van Union Saint-Gilloise. 
|   |   |                                   | P | W | G | V | +  | -  | DS  | Ptn |
| - | - | --------------------------------- | - | - | - | - | -- | -- | --- | --- |
| K | 1 | reserven Union Saint-Gilloise     | 7 | 7 | 0 | 0 | 38 | 3  | 35  | 14  |
|   | 2 | reserven CS Verviétois            | 7 | 3 | 1 | 3 | 14 | 15 | -1  | 7   |
|   | 3 | reserven Daring Club de Bruxelles | 6 | 3 | 0 | 3 | 12 | 16 | -4  | 6   |
|   | 4 | SC Courtraisien                   | 6 | 2 | 1 | 3 | 14 | 15 | -1  | 5   |
|   | 5 | reserven Beerschot AC             | 6 | 0 | 0 | 6 | 3  | 32 | -29 | 0   |

P: wedstrijden gespeeld, W: wedstrijden gewonnen, G: gelijke spelen, V: wedstrijden verloren, +: gescoorde doelpunten, -: doelpunten tegen, DS: doelsaldo, Ptn: totaal punten, K: kampioen